# René Follet
René Follet (Sint-Lambrechts-Woluwe, 10 april 1931 – Brussel, 13 maart 2020), ook bekend onder het pseudoniem Ref, was een Belgische striptekenaar en illustrator. Hij was een getalenteerd tekenaar, die hoog in de achting stond van zijn collega-tekenaars maar minder bekend was bij het grote publiek. Zijn tekenstijl leende zich meer tot illustraties dan tot de commerciële strip. Bovendien was Follet geen verhalenverteller en was hij afhankelijk van scenaristen voor zijn verhalen.

## Carrière
Follet tekende op vijftienjarige leeftijd al illustraties bij Schateiland van Robert Louis Stevenson. Hij liep school op een jezuïetencollege en een van zijn leraars stelde hem voor aan Jean Doisy, redacteur van het stripblad Spirou / Robbedoes. Hij debuteerde in 1949 in Robbedoes en maakte er illustraties en enkele Verhalen van Oom Wim. 
Follet tekende voor verschillende, concurrerende striptijdschriften. Vanaf 1954 werkte hij voor Kuifje waar het de kortlopende strip Rocky Bill tekende en vanaf het einde van de jaren 1950 verstripte hij er waargebeurde verhalen. Vanaf 1968 tekende hij de scheepvaartstrip SOS Bagarreur op scenario van Tillieux voor Robbedoes en De Zingari op scenario van Yvan Delporte voor het Franse Le Journal de Mickey. Vanaf 1974 tekende Follet de strip Ivan Zoerin die eerst in Kuifje en vanaf 1983 in Robbedoes verscheen. René Follet werkte ook voor Sjors en later voor Eppo en tekende daar de strip Steven Severijn. In 1982 nam hij het tekenwerk over voor de stripreeks Jan Kordaat op scenario van André-Paul Duchâteau, maar hij had moeite zich in te passen aan deze strip die werd gecreëerd door Jijé, die hij erg bewonderde. Vanaf 1987 tekende hij de stripreeks Edmund Bell, Terreur (een biografie van Madame Tussaud) en een verstripping van Schateiland. Follet was dan al overgeschakeld van een geïnkte tekening naar een geschilderde kleurentekening. 
Follet assisteerde ook zijn vriend MiTacq bij het tekenwerk voor verschillende delen van zijn stripreeksen Stany Derval en Joris Jasper. Daarnaast tekende Follet ook het Franse tijdschrift La Semaine de Suzette en voor verschillende bladen van de scouts.

### Stripauteur
- 1979: Ivan Zoerin
- 1982: De Ilias - Jacques Stoquart (Glénat)
- 1985: Jan Brega (Dupuis Avonturen)
- 1975-1983: Steven Severijn
  - 1: Het vertrek (met Yvan Delporte)
  - 2: Onraad in China (met Jacques Stoquart)
  - 3: De gordel van smaragd (met Jacques Stoquart)
  - 4: De dertiende valk (met Jacques Stoquart)
  - 5: De jacht van de E-5 (met Gerard Soeteman)
  - 6: De dochter van de grootvorst (met Gerard Soeteman)
  - 7: Rozen voor Mata Hari (met Gerard Soeteman)
  - 8: De cirkel der gerechtigheid (met Gerard Soeteman)
  - 9: Cowboys en maffia (met Gerard Soeteman)
- 1987-1990: De Speurders-avonturen van Edmund Bell (Lefranq Detective Strips) - John Flanders
  - 1: De zwarte schaduw
  - 2: De duivelse koorden
  - 3: De nacht van de spin
  - 4: De rode schaduw
- 1984-1986: Jan Kordaat
  - 10: De blinde piraat
  - 14: Een kind als prooi
- Daddy (van Loup Durand)
- 1995-1997: Ikar (van Makyo)
- 1996-1998: De auto's van het avontuur (Citroën)
  - 1. Een passie voor Uitdagingen
  - 2. De vruchten van de passie
- 2000: Tijl Uilenspiegel (Spirou 3228)
- 2002-2004: Terreur (Madame Tussaud)* 2010: De zaak Dominici (sc. Pascal Bresson)

### Illustrator
- Boeken van Witte Paters: Charles de Foucauld, Cardinal Lavigerie, Don Bosco...
- 1951-52: De Graaf van Monte Cristo met Jijé (Humo 579-626) van Alexandre Dumas père
- 1962: The Last of the Mohicans van James Fenimore Cooper
- 1966: Le secret de la combe aux belles
- 1979: Geschiedenis van de kleine man (BRT-Open School)
- 1980: Sinbad de zeeman (Casterman )
- 2007: Kerkhofwachters (Editions Manuel Rodriguez)

## Prijzen
- 1975: Prix Saint-Michel
- 1998: Prix Tournesol, uitgereikt op het Internationaal stripfestival van Angoulême
- 2003: Grote Prijs voor Strips, uitgereikt door de Belgische Kamer van Stripexperts
- 2005: Prix d' honneur, op het stripfestival van Hoei